# January Szałamacha
January Szałamacha (ur. 12 czerwca 1926 w Poznaniu, zm. 31 stycznia 2014 w Przesiece koło Jeleniej Góry) – polski geolog, specjalista petrograf, znawca i badacz geologii Dolnego Śląska.

## Życiorys
Przed II wojną światową skończył 6 klas szkoły powszechnej w Poznaniu. W 1940 został wywieziony na roboty przymusowe do Austrii. Po powrocie do Poznania w 1945 kontynuował naukę w Gimnazjum i Liceum im. Jana Kantego, gdzie w 1949 zdał egzamin dojrzałości.
W tym samym roku, po egzaminie wstępnym, dostał się na Wydział Matematyki Uniwersytetu Poznańskiego. Rok później przeniósł się na Wydział Nauk Przyrodniczych, gdzie rozpoczął studia w Sekcji Petrografii, którą kierował prof. Kazimierz Smulikowski. Po przeniesieniu petrografii na Uniwersytet Warszawski, January Szałamacha kontynuował studia na Uniwersytecie Wrocławskim, na którym uzyskał w 1953 dyplom magistra filozofii w zakresie geologii.
W tym samym roku rozpoczął swą długoletnią pracę w Instytucie Geologicznym, w Stacji Terenowej IG we Wrocławiu, która od 1964 nosi nazwę Oddziału Dolnośląskiego. Pracował w nim, wraz z żoną Marią (ur. 27 kwietnia 1928 w Koninie), aż do przejścia na emeryturę w 1990, czyli ponad 37 lat, kolejno na stanowiskach asystenta, starszego asystenta, adiunkta i docenta.
W latach 1950. rozpoczął badania budowy i ewolucji geologicznej masywu karkonosko-izerskiego, które kontynuował przez wiele lat. Był jednym z pierwszych geologów-kartografów, którzy podjęli nową wówczas dla polskiej geologii problematykę skał metamorficznych i ich skomplikowanej tektoniki. Pracował, na ogół razem z małżonką, opracowując kolejne arkusze Szczegółowej Mapy Geologicznej Sudetów w skali 1:25 000 w Górach Izerskich, na Pogórzu Izerskim, w Rudawach Janowickich i w Karkonoszach, a także arkusze Mapy Geologicznej Polski w skali 1:200 000, Jelenia Góra i Wałbrzych. Ostatnim arkuszem Szczegółowej Mapy Geologicznej Sudetów, który opracowali małżonkowie Szałamachowie, był arkusz Dziwiszów na obszarze jednostki kaczawskiej, opublikowany w 1993.
W 1974, w Instytucie Geologicznym w Warszawie, obronił pracę doktorską Okrywa granitu Karkonoszy na terenie Polski, której promotorem był prof. dr hab. Henryk Teisseyre. Był też January Szałamacha autorem lub współautorem kilkudziesięciu publikacji dotyczących petrografii, genezy i tektoniki Sudetów Zachodnich.
Jako petrograf brał udział w pracach dokumentujących złoża rud cyny w Górach Izerskich.
Ważne etapy życia zawodowego Januarego Szałamachy były związane z jego pracą za granicą. W latach 1960–1961 pracował jako geolog-petrograf na stanowisku zastępcy kierownika polskiej ekspedycji geologicznej w północnym Wietnamie, w rejonie Bao-Ha. W latach 1970–1971 wziął udział w badaniach geologicznych północnej Algierii, rejonu Geroumma, a następnie, w okresie 1980–1984, Algierii południowo-zachodniej: Erg Igidi w okolicach Beszar. 
Po przejściu na emeryturę January Szałamacha zamieszkał wraz żoną w Przesiece koło Jeleniej Góry, a więc w okolicach, które wielokrotnie przemierzył w czasie pracy w Instytucie Geologicznym. Oboje małżonkowie zaangażowali się w ochronę przyrody. Jeszcze w latach 1960. było to wystąpienie w obronie Wielkiego Stawu w Karkonoszach, który chciano wykorzystać do celów energetycznych, wiele lat później a w Przesiece, w obronę Wodospadu w Podgórnej – trzeciego co do wielkości w Karkonoszach. W obu wypadkach starania te zakończyły się sukcesem.

## Publikacje (wybrane)
- Szczegółowa mapa geologiczna Sudetów 1 : 25 000 wraz z objaśnieniami, arkusze: Siedlęcin, Jelenia Góra Wschód, Sosnówka, Stara Kamienica, Piechowice, Rozdroże Izerskie, Janowice Wielkie, Kowary, Dziwiszów. Inst. Geol., Wyd. Geol., Warszawa
- SZAŁAMACHA M., SZAŁAMACHA J., 1958, Uwagi o metamorfozie serii krystalicznych w okolicy Kowar i Niedamirowa. Prz. Geol., 6, 8/9: 353-356, Warszawa.
- SZAŁAMACHA M., SZAŁAMACHA J., 1964, Problem północnego kontaktu łupków łyszczykowych Pasma Kamienickiego z gnejsami izerskimi. Przegl. Geol. 7/8, Warszawa.
- SZAŁAMACHA J., SZAŁAMACHA M., 1966, O strefie dyslokacyjnej Rozdroża Izerskiego w Górach Izerskich. Kwart. Geol., 10/ 3, Warszawa.
- SZAŁAMACHA M., SZAŁAMACHA J., DZIARKOWSKA K., 1979, Dokumentacja geologiczna złoża rud cyny „Krobica Wschód” – woj. Jelenia Góra (kat. C2). Centr. Arch. Geol. Państw. Inst. Geol. Warszawa.
- SZAŁAMACHA M., SZAŁAMACHA J., 1980, Dokumentacja geologiczna złoża rud cyny „Gierczyn” w Gierczynie – woj. Jelenia Góra. Centr. Arch. Geol. Państw. Inst. Geol. Warszawa, Wrocław.
- SZAŁAMACHA J., SZAŁAMACHA M., 1991, Ofiolit Leszczyńca w Rudawach Janowickich. Biul. Państw. Inst. Geol., 367, Warszawa.
- SZAŁAMACHA J., SZAŁAMACHA M., 1994, Objaśnienia do Szczegółowej mapy geologicznej Sudetów w skali 1:25 000, arkusz Pisarzowice.  Państw. Inst. Geol., Warszawa.